# Hainin
Hainin is een dorp in de Belgische provincie Henegouwen, en een deelgemeente van de Waalse gemeente Hensies. Tot 1 januari 1977 was het een zelfstandige gemeente.

## Bezienswaardigheden
- De Onze-Lieve-Vrouw-Bezoekingkerk (Église Notre-Dame de la Visitation) heeft een fundering uit de 12e en 13e eeuw, een toren van 1626, een koor van 1616 dat gewijzigd werd in 1734, een schip van 1711-1731 en een neogotisch portaal.
- De Chapelle Notre-Dame de la Fontaine van 1471 werd in 1792 door de revolutionairen verwoest, herbouwd in 1819 en hersteld in 1872-1874.

## Natuur en landschap
De hoogte aan de kerk bedraagt 33 meter.

## Economie
In Hainin bestonden kalksteengroeven en in de 18e eeuw waren er ook kalkovens. Ook werd er vanaf de 16e eeuw naar steenkool gezocht, maar de steenkool lag diep. Er zijn geen mijnen geweest maar in naburige plaatsen waren die er wel. Veel inwoners werkten daar.

## Demografische ontwikkeling
- Bronnen:NIS, Opm:1831 tot en met 1970=volkstellingen, 1976= inwoneraantal op 31 december

## Nabijgelegen kernen
Thulin, Hautrage-État, Boussu, Boussu-Bois